# Дони (деревня)
До́ни (фин. Tonnila) — деревня в Гатчинском муниципальном округе Ленинградской области.

## История
На «Топографической карте окрестностей Санкт-Петербурга» Военно-топографического депо Главного штаба 1817 года обозначена деревня Тонилова из 5 дворов.
Как деревня Донни из 3 дворов она упоминается на «Топографической карте окрестностей Санкт-Петербурга» Ф. Ф. Шуберта 1831 года.

ДОННИ — деревня принадлежит Самойловой, графине, число жителей по ревизии: 11 м. п., 17 ж. п. (1838 год)

В пояснительном тексте к этнографической карте Санкт-Петербургской губернии П. И. Кёппена 1849 года она записана как деревня Tonnila (Донни), а также указано количество её жителей на 1848 год: савакотов — 13 м. п., 15 ж. п., всего 28 человек.
Согласно «Топографической карте частей Санкт-Петербургской и Выборгской губерний» 1860 года деревня Донни насчитывала 2 крестьянских двора.

ДОННИ — деревня удельная при колодце, число дворов — 2, число жителей: 15 м. п., 17 ж. п. (1862 год)

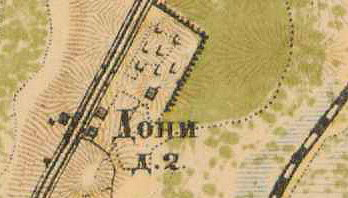
План деревни Дони. 1885 год

В 1885 году деревня называлась Дони и насчитывала 2 двора.
В конце XIX века деревня административно относилась к Мозинской волости 1-го стана Царскосельского уезда Санкт-Петербургской губернии, в начале XX века — 4-го стана. Население деревни было однородным — финским.
К 1913 году количество дворов увеличилось до 4.
С 1917 по 1923 год деревня Донни входила в состав Пендовского сельсовета Мозинской волости Детскосельского уезда.
С 1923 года в составе Гатчинской волости.
Согласно данным переписи населения СССР 1926 года в деревне Донни Пендовского сельсовета Троцкой волости Троцкого уезда проживали 56 человек, все финны. В 1928 году население деревни Донни также составляло 56 человек.
По административным данным 1933 года деревня называлась Донни и входила в состав Пендовского сельсовета Красногвардейского района. В состав сельсовета входили деревни: Донни, Зайцево, Коврово, Коммолово, Кондакопшино, Онтолово, Пендолово, Рипшево.
По данным 1936 года деревня называлась Донно и являлась административным центром Пендовского финского национального сельсовета, в который входили 8 населённых пунктов, 338 хозяйств и 8 колхозов.

План деревни Дони. 1939 год

Согласно топографической карте 1939 года деревня называлась Дони и насчитывала 11 дворов.
С 1954 года в составе Романовского сельсовета.
В 1958 году население деревни Донни составляло 102 человека.
С 1959 года в составе Большетаицкого сельсовета.
По данным 1966 и 1973 годов деревня называлась Дони и входила в состав Большетаицкого сельсовета.
По данным 1990 года деревня Дони входила в состав Веревского сельсовета.
В 1997 году в деревне проживали 13 человек, в 2002 году — 16 человек (все русские).
По состоянию на 1 января 2006 года в деревне насчитывалось 2 домохозяйства и 12 дач, общая численность населения составляла 18 человек.
В 2007 году — 20 человек.

## География
Деревня расположена в северной части района на автодороге Р23 «Псков» (E 95, Санкт-Петербург — граница с Беларусью).
Расстояние до административного центра поселения, деревни Малое Верево — 9 км.
Расстояние до ближайшей железнодорожной станции Верево — 2,5 км.

## Демография
| 1862 | 2006 | 2007 | 2010 | 2017 |
| ---- | ---- | ---- | ---- | ---- |
| 32   | ↘18  | ↗20  | ↘16  | ↗53  |

### Национальный состав
Согласно данным Всероссийской переписи населения 2021 года в деревне проживали 42 человека, из них:
 русские — 29, армяне — 11,  остальные национальность не указали.

## Транспорт
От Гатчины и Санкт-Петербурга до деревни Дони можно доехать на автобусах № 431, 18, 18А, 100.

## Улицы
Киевское шоссе.

## Садоводства
Дони.